# Maximum
Ett maximum, ofta förkortat max, är den högsta gränsen för något, till exempel den maximala vätskenivån. Inom matematik är maximum för en ordnad mängd {\displaystyle A}, {\displaystyle \max A} eller {\displaystyle \max _{x\in A}x}, det element {\displaystyle a\in A} som uppfyller {\displaystyle \forall x\in A:x\leqslant a}. En generalisering av maximum till mängder som saknar sådana element är supremum.
Som flertalsform av ordet används antingen maxima eller maximum, och som sammansättningsform maximi-.
Motsvarande begrepp för minsta gräns kallas minimum.
En invers funktion till max är arg max.